# Scoparia depressoides
Scoparia depressoides là một loài bướm đêm trong họ Crambidae.